# Willi Zurbrüggen

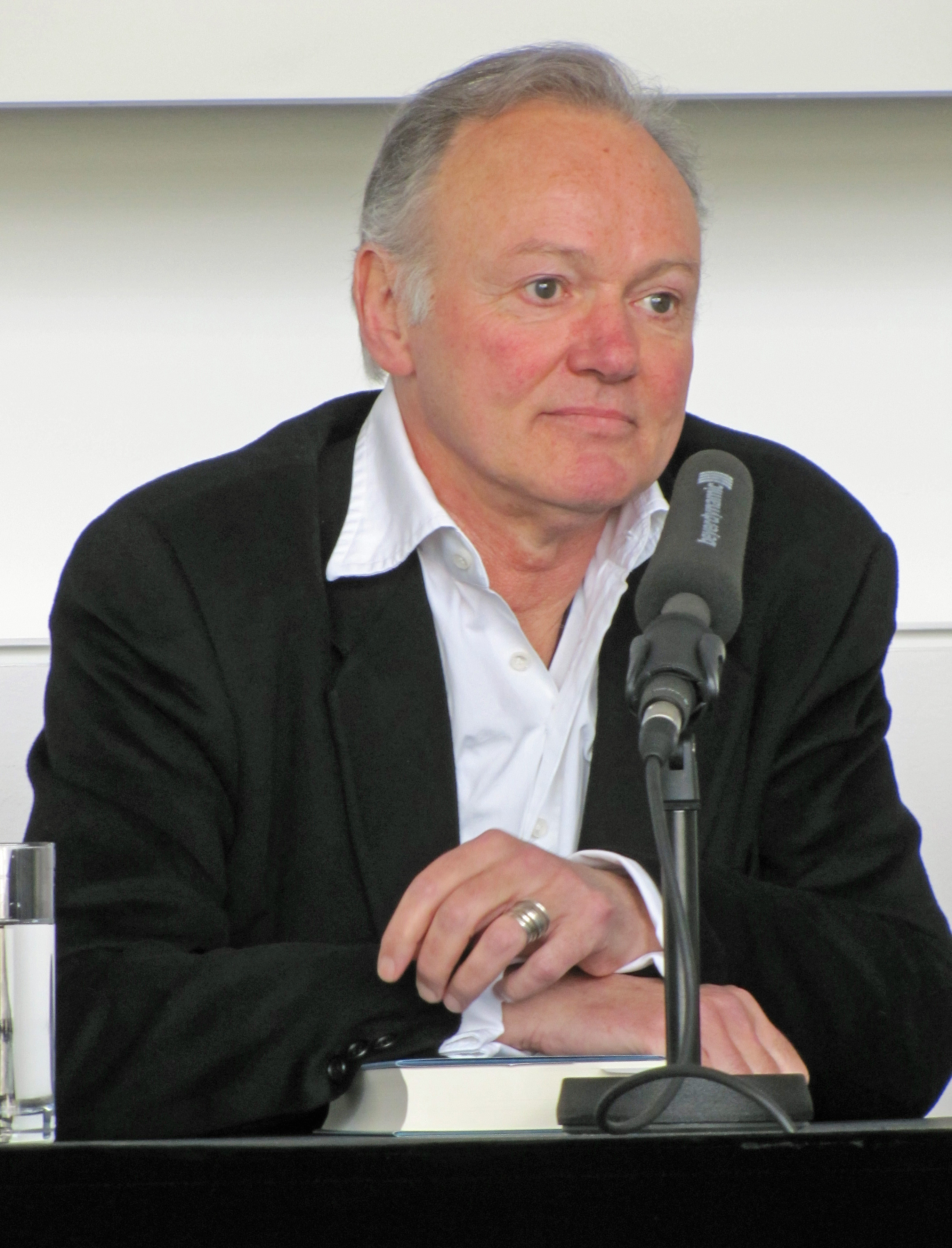
2010 in Frankfurt am Main

Willi Zurbrüggen (* 29. April 1949 in Borghorst) ist ein deutscher Literaturübersetzer und Schriftsteller.

## Leben
Willi Zurbrüggen arbeitete nach einer Lehre als Bankkaufmann für eine Investmentbank in Frankfurt am Main.
Später absolvierte er eine Übersetzerausbildung am Englischen Institut in Heidelberg. Seit 1980 arbeitet Willi Zurbrüggen als freier Autor und Literaturübersetzer. Sein übersetzerisches Werk umfasst rund 100 Romane, Erzählbände, Lyrik und Essays, die er aus dem Spanischen ins Deutsche übertragen hat. Für seine Übersetzungen erhielt er internationale Preise. 2010 erschien sein Debütroman Nordlich. 
Willi Zurbrüggen lebt und arbeitet in Heidelberg. Er ist Mitglied im Verband deutschsprachiger Übersetzer literarischer und wissenschaftlicher Werke, VdÜ.

## Auszeichnungen
- 1990: Übersetzerpreis des Spanischen Kulturministeriums in Madrid
- 1995: Übersetzerpreis der Spanischen Botschaft in Bonn
- 1996: Literaturpreis der Stadt Stuttgart
- 2005: Stipendium des Deutschen Literaturfonds
- 2012: Jane Scatcherd-Preis für literarisches Übersetzen
- 2013: Übersetzerpreis der Spanischen Botschaft in Berlin

## Werke

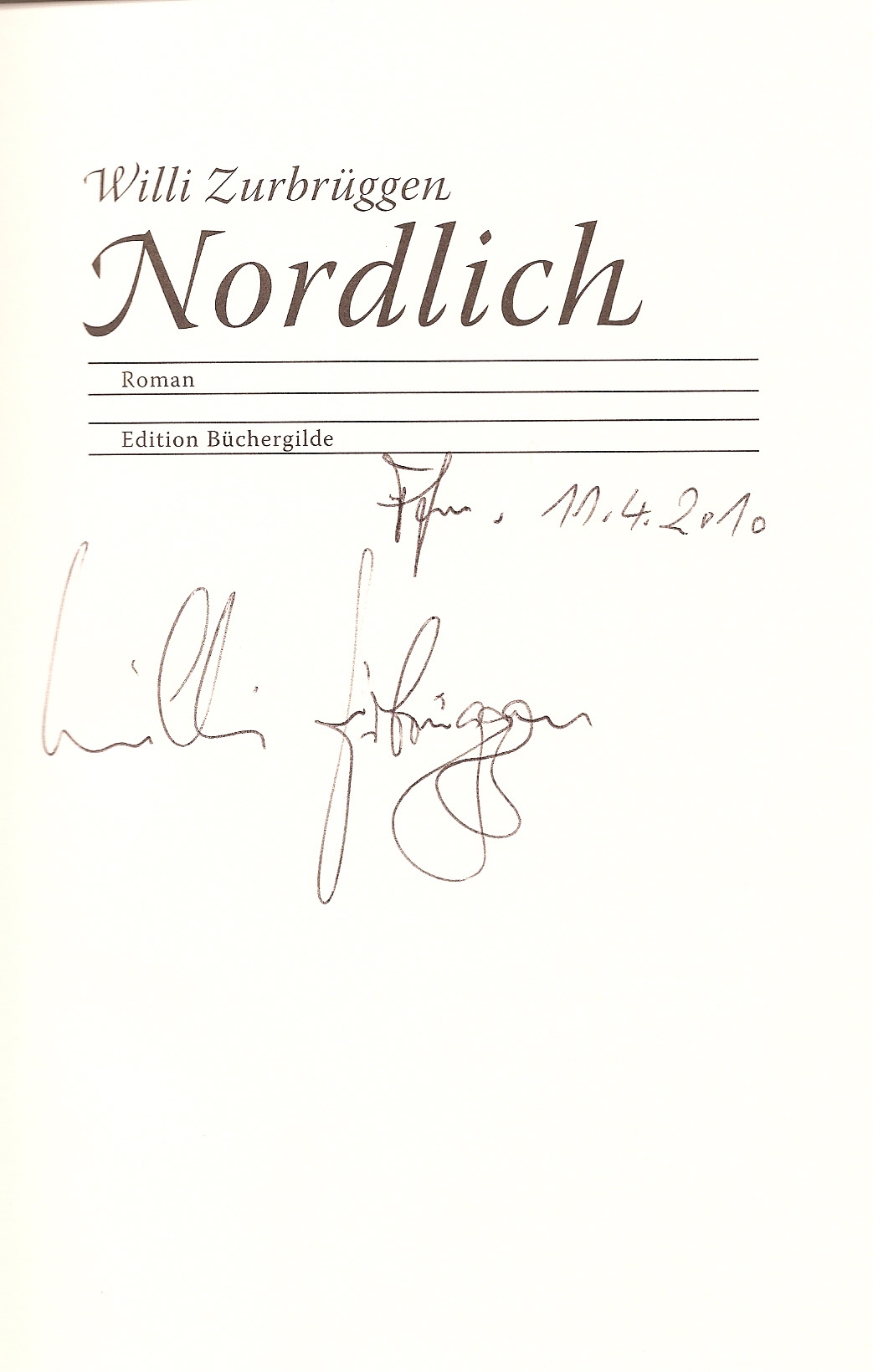
Autograph

- Nordlich. (Roman), Büchergilde Gutenberg, Frankfurt am Main 2010
- Der ferne Tod. Roman. Draupadi-Verlag, Heidelberg 2015
- Aquarius. Roman. Draupadi-Verlag, Heidelberg 2021

## Übersetzungen (Auswahl)
- Mercedes Abad: Leichte sittliche Verfehlungen, Frankfurt am Main 1991
- Ignacio Aldecoa: Gran sol, Hamburg 2007
- Jorge Victoriano Alonso: Die Hundertjahrfeier, Berlin 2002
- Fernando Aramburu: Patria, Rowohlt, Reinbek 2018.
- Miguel Angel Asturias: Die Maismenschen, Bornheim-Merten 1983 (übersetzt zusammen mit Rodolfo Selke)
- Bernardo Atxaga: Fenster zum Himmel, Frankfurt am Main 1999
- Domitila Barrios de Chungara: Domitila. Das Zeugnis einer Frau aus den Minen Boliviens, Teil 2: 1976–1984, Bornheim-Merten 1986
- Mario Benedetti: Die Gnadenfrist, Bornheim-Merten 1984
- Elisabeth Burgos Debray: Rigoberta Menchú, Bornheim-Merten 1984
- Ernesto Cardenal: Transitreisender, Wuppertal 2008
- Ernesto Cardenal: Zyklus der Sterne, Wuppertal 2006
- Javier Cercas: Der Mieter, Berlin 2003
- Javier Cercas: Soldaten von Salamis, Berlin 2002
- Daniel Chavarría: Viagra à la cubana, Köln 2009
- Rafael Chirbes: Der sesshafte Reisende, München 2006
- Francisco Coloane: Feuerland, Zürich 1996
- Francisco Coloane: Kap Hoorn, Zürich 1998
- Francisco Coloane: Der letzte Schiffsjunge der Baquedano, Zürich 2000
- Haroldo Conti: Mascaró, der amerikanische Jäger, Bornheim-Merten 1985
- José Donoso: Die Krönung, Hamburg 1989
- José Donoso: Die Marquesita, Hamburg 1991
- Carlos Franz: Wo einst das Paradies war, Köln 1999
- Carlos Garrido: Ich erzähle es dir auf einer Reise, Köln 2007
- Mempo Giardinelli: Die Revolution auf dem Fahrrad, München 1988
- Mempo Giardinelli: Wie einsam sind die Toten, München 1990
- Josep Maria Jujol i Gibert: Josep Maria Jujol, Köln 1992
- Luis Landero: Der Gitarrist, Berlin 2006
- Luis Landero: Glücksritter, Frankfurt am Main 1995
- Luis Landero: Späte Spiele, Frankfurt am Main 1992
- Luis Landero: Der Zauberlehrling, Berlin 2004
- Julio Llamazares: Stummfilmszenen, Frankfurt am Main 1998
- Ezequiel Martínez Estrada: Das Buch, das verschwand, Frankfurt am Main 1996
- Ana María Matute: Der vergessene König Gudú, München 2003
- Juan Miñana: Am Strand von Peking, Berlin 2005
- Juan Miñana: Nachrichten aus der wirklichen Welt, Berlin 2001
- Jesús Moncada: Die Galerie der Statuen, Frankfurt am Main 1997
- Jesús Moncada: Die versinkende Stadt, Frankfurt am Main 1995
- Antonio Muñoz Molina: Die anderen Leben, Reinbek 1991
- Antonio Muñoz Molina: Die Augen eines Mörders, Reinbek 2000
- Antonio Muñoz Molina: Deckname Beltenebros, Reinbek 1993
- Antonio Muñoz Molina: Mondwind, Reinbek 2010
- Antonio Muñoz Molina: Die Nacht der Erinnerungen, München 2011
- Antonio Muñoz Molina: Der polnische Reiter, Reinbek 1995
- Antonio Muñoz Molina: Der Putsch, der nie stattfand, Reinbek 1998
- Antonio Muñoz Molina: Sepharad, Reinbek bei Hamburg 2004
- Antonio Muñoz Molina: Siesta mit Blanca, Reinbek 2003
- Mythos und Wirklichkeit. Materialien zum Werk von Gabriel García Márquez, Köln 1985
- Die Neuentdeckung Amerikas, Göttingen 1990
- Félix J. Palma: Die Landkarte der Zeit, Reinbek 2010
- Mauricio Rosencof: Die Briefe, die nicht ankamen, Köln 2004
- Mauricio Rosencof: Der Gesandte des Feuers, Köln 2007
- Luis Sepúlveda: Patagonien-Express, Frankfurt am Main 1998
- Luis Sepúlveda: Tagebuch eines sentimentalen Killers, München 1999
- Luis Sepúlveda: Wie Kater Zorbas der kleinen Möwe das Fliegen beibrachte, Frankfurt am Main 1997
- Luis Sepúlveda: Wie man das Meer sehen kann, München 2002
- Antonio Skármeta: Der Aufsatz, Hamburg 2003
- Antonio Skármeta: Der Dieb und die Tänzerin, München 2005
- Antonio Skármeta: Die Hochzeit des Dichters, München 2000
- Antonio Skármeta: Das Mädchen mit der Posaune, München 2002
- Antonio Skármeta: Mit brennender Geduld, München 1985
- Antonio Skármeta: Der Radfahrer vom San Cristóbal, München 1986
- David Toscana: Endstation Tula, Frankfurt am Main 1998
- Manuel Vázquez Montalbán: Die lustigen Jungs von Atzavara, Reinbek 1990
- Manuel Vázquez Montalbán: Das Spiel der Macht, Reinbek 1992
- Manuel Vicent: Der Gesang der Wellen, München 1999
- Rolando Villazón: Kunststücke, Reinbek 2014
- Rolando Villazón: Lebenskünstler. Roman, Rowohlt, Berlin 2017 ISBN 978-3-498-07067-0
- Raúl Zurita: Vorhimmel, Nürnberg 1993 (Span. Anteparaiso)